# Papiermühle (Meinheim)

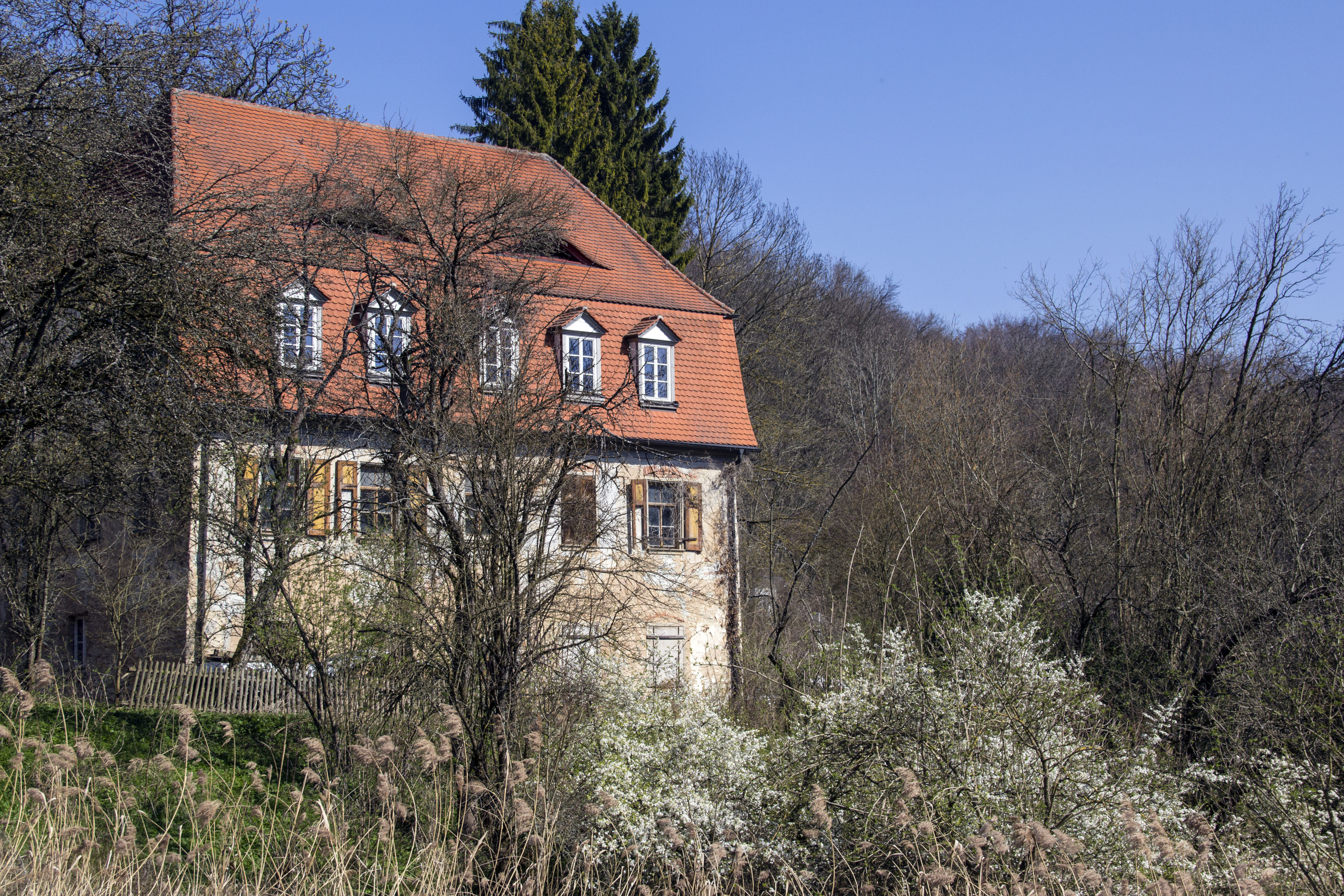
Das Mühlengebäude

Papiermühle ist ein Gemeindeteil der Gemeinde Meinheim im Landkreis Weißenburg-Gunzenhausen (Mittelfranken, Bayern). Papiermühle liegt in der Gemarkung Meinheim.

## Lage
Die Einöde besteht aus einer ehemaligen Papier-, später Getreidemühle sowie die zu ihr gehörenden Wohn- und Wirtschaftsgebäude. Sie liegt an einem Waldrand am Fuß des Dürrenberg im Hahnenkamm südwestlich von Meinheim und 700 m westlich von Wolfsbronn. Mit seinem ehemaligen Mühlengelände liegt er am Wolfsbronner Mühlbach, einem Nebenfluss des Meinheimer Mühlbachs. Dessen zwei Quellen liegen in der Nähe. Ein Feldweg verbindet den Ort mit Wolfsbronn und der Kreisstraße WUG 34. Der Ort liegt in einem Landschaftsschutzgebiet und nahe einem Fauna-Flora-Habitat.

## Geschichte
Im Jahre 1846 waren in Papiermühle ein Haus, zwei Familien und vierzehn Seelen verzeichnet. 1871 lebten die neun Einwohner in vier Gebäuden. Sie besaßen 1873 insgesamt zwei Pferde und sechs Stück Rindvieh. Vor der Gemeindegebietsreform in Bayern in den 1970er Jahren war Papiermühle ein Gemeindeteil von Wolfsbronn.

## Baudenkmäler
Alle Gebäude der Papiermühle wurden vom Bayerischen Landesamt für Denkmalpflege unter der Nummer D-5-77-150-13 und D-5-77-150-12 als Baudenkmal in die Bayerische Denkmalliste eingetragen.